# Mardore
Mardore est une commune française déléguée, partie intégrante de la commune nouvelle de Thizy-les-Bourgs depuis le 1er janvier 2013, située dans le département du Rhône en région Rhône-Alpes.

## Géographie
L'ancienne commune se situe dans le nord-est du département du Rhône, à 20 km à vol d'oiseau à l'est de Roanne et à 52 km au nord-ouest de Lyon
Schématiquement le territoire municipal de Mardore s'organise autour d'une dépression centrale constituée par le bassin de réception et la vallée du ruisseau Mardoret, qu'encadrent deux alignements de reliefs, l'ensemble étant disposé selon une direction Nord-Est/Sud-Ouest.
Le Mardoret est un petit cours d'eau de demi-montagne né vers 750 m d'altitude, coulant à peu près exclusivement à l'intérieur de la commune de Mardore à laquelle il doit son nom; seules les dernières centaines de mètres de son cours concernent la commune de Pont-Trambouze. Il se jette dans la Trambouze en rive gauche au lieu-dit Pont-Gauthier à 400 m d'altitude après avoir parcouru environ 5,5 km. Son bassin versant couvre 10 km2. Il s'agit d'un cours d'eau bien alimenté dont l'étiage quinquennal est de 10 l/s.
Le système orographique quant à lui, comprend au nord de la commune une portion d'un gros bourrelet cristallin orienté Est-Ouest qui domine, hors des limites de Mardore, d'un côté la vallée de la Trambouze (vers Cours), et de l'autre, celle du Reins (vers Les Filatures à Saint-Vincent) ; la limite septentrionale de la commune culmine à près de 800 m sous les dômes boisés du Replat et du Bois Brûlé et même 817 mètres entre les secteurs de la Foret et de l'Achéron.
Les hautes collines encadrant la dépression du Mardoret, au centre de la commune, sont d'altitude inégale. Au Nord-Ouest les reliefs n'atteignent qu'exceptionnellement les 700 mètres (au-dessus du lieu-dit Le Chalumet) se tenant les plus souvent entre 500 et 600 mètres et s'affaissant finalement au-dessus du confluent Mardoret-Trambouze. L'alignement Sud-Est - à la base duquel s'est établi le bourg de Mardore - présente dans l'ensemble des élévations un peu plus fortes, jusqu'à frôler les 750 mètres à La Rochonnerie et se maintenant au-dessus de 600 mètres jusqu'à la limite sud de la commune.
Cette dissymétrie est d'ailleurs conforme à la topographie générale du versant ouest des Monts du Beaujolais (qui comprend le territoire de la commune de Mardore) formée d'un plan incliné (évidemment très disséqué par l'hydrographie) des crêtes des Monts jusqu'à la Loire.
Echappant au schéma général précédemment défini le secteur nord-ouest de la commune de Mardore s'organise, à l'Est du gros dôme de La Rochonnerie, autour de la haute vallée de la Drioule, un ruisseau qui déroule son cours naissant dans la commune sur 2 km environ de l'Achéron au Pont Gaty, la Drioule ne se constituant vraiment en rivière que plus au sud de La Chapelle-de-Mardore à St-Jean-la-Bussière.
Le taux de boisement de la commune (505 ha boisés soit 37 % de la surface municipale) est moindre que dans la partie sommitale du haut-Beaujolais (57 % à Thel, 67 % à Ranchal), le massif forestier étant justement plus compact à la périphérie nord où les altitudes sont les plus élevées.

## Histoire
Conservant des vestiges remontant à la civilisation de La Tène, ainsi qu'à l'époque romaine, le village est cité dans un cartulaire du IXe siècle sous le nom de Mardubrium.

## Héraldique
| Blason de Mardore | Blason  | D'azur à trois fasces d'argent.                  |
| Blason de Mardore | Détails | Le statut officiel du blason reste à déterminer. |

## Administration
| Période | Période  | Identité        | Étiquette | Qualité                    |
| ------- | -------- | --------------- | --------- | -------------------------- |
| 2013    | En cours | Colette Darphin |           | Conseillère départementale |

## Population et société

### Démographie
L'évolution du nombre d'habitants est connue à travers les recensements de la population effectués dans la commune depuis 1793. À partir du 1er janvier 2009, les populations légales des communes sont publiées annuellement dans le cadre d'un recensement qui repose désormais sur une collecte d'information annuelle, concernant successivement tous les territoires communaux au cours d'une période de cinq ans. 
Pour les communes de moins de 10 000 habitants, une enquête de recensement portant sur toute la population est réalisée tous les cinq ans, les populations légales des années intermédiaires étant quant à elles estimées par interpolation ou extrapolation. Pour la commune, le premier recensement exhaustif entrant dans le cadre du nouveau dispositif a été réalisé en ,.
En 2010, la commune comptait 518 habitants.
| 1831  | 1836  | 1841  | 1846  | 1851  | 1856  | 1861  | 1866  | 1872  |
| ----- | ----- | ----- | ----- | ----- | ----- | ----- | ----- | ----- |
| 2 119 | 2 239 | 2 415 | 2 676 | 2 600 | 2 504 | 2 617 | 2 618 | 2 587 |

| 1876  | 1881  | 1886  | 1891  | 1896  | 1901  | 1906  | 1911  | 1921 |
| ----- | ----- | ----- | ----- | ----- | ----- | ----- | ----- | ---- |
| 2 564 | 2 571 | 1 698 | 1 605 | 1 445 | 1 291 | 1 165 | 1 112 | 863  |

| 1926 | 1931 | 1936 | 1946 | 1954 | 1962 | 1968 | 1975 | 1982 |
| ---- | ---- | ---- | ---- | ---- | ---- | ---- | ---- | ---- |
| 781  | 727  | 733  | 630  | 646  | 640  | 601  | 431  | 405  |

| 1990 | 1999 | 2005 | 2006 | 2010 | - | - | - | - |
| ---- | ---- | ---- | ---- | ---- | - | - | - | - |
| 447  | 470  | 507  | 505  | 518  | - | - | - | - |

### Manifestations culturelles et festivités
- La foire artisanale de Mardore et son marché aux bestiaux se déroulent chaque dernier samedi du mois d'août.
- La randonnée du boudin (de 7 à 25 km), est organisée début février dans les monts du Beaujolais souvent enneigés.
- La fête des classes, traditionnelle dans le Beaujolais et le Haut-Beaujolais, a lieu le jeudi de l'Ascension. Les conscrits d'une classe d'âge défilent dans les rues du village.

## Lieux et monuments
- Le territoire de Mardore recèle des vestiges datant de la civilisation de La Tène, comme les ponts mégalithiques.
- De l'époque gallo-romaine, demeure la voie romaine, conservée au-dessus du bourg avec un pavage très marqué et bien visible.
- Le Moyen Âge a laissé des sites comme la motte féodale du Bois Durieux, la Terre des Milles, les anciens fiefs de Courcenay et de Chalatoffray, ainsi que la croix Botillon et la route du Sel.
- L'époque moderne est représentée par l'église Saint-Laurent, la Madone ou encore la tour Goutte Chavi.
- La statue de Saint-Sébastien autrefois placée dans le clos de la madone de Mardore et aujourd'hui visible dans l'église Saint-Laurent de Thizy-les-Bourgs a été réalisée par Charles Textor, sculpteur lyonnais[6].

## Personnalités liées à la commune
- Étienne Debiesse, né en 1839 à Mardore, militant syndicaliste actif lors de la grande grève de 1889 à Bourg-de-Thizy, Thizy et Montagny.
- Jean Auroux, né en 1942 à Thizy, fils de Louis Auroux, ancien maire de Mardore. Sous la présidence de François Mitterrand, il est ministre du Travail de 1981 à 1983, secrétaire d'État chargé de l'Énergie entre 1983 et 1984, secrétaire d'État chargé des Transports entre 1984 et 1985, puis ministre de l'Urbanisme, des Transports et du Logement en 1985 et 1986. Il est aussi président du groupe socialiste à l'Assemblée nationale de 1990 à 1993 et maire de Roanne de 1977 à 2001.
- Jean Moncorgé, dit Jean Gabin (1904-1976), acteur dont la famille était implantée à Mardore depuis au moins le début du 17ème siècle. Son plus lointain ancêtre connu, Pierre de Montcorgé (1622-1694) y était établi comme marchand. C'est son grand-père, Ferdinand, qui partit de Mardore chercher fortune dans la capitale où il devint chef-paveur de la Ville de Paris, rompant ainsi la continuité. Le fils de celui-ci, également prénommé Ferdinand, devenu artiste parisien de second plan, avait pris le pseudonyme de Gabin, que reprit et rendit célèbre son propre fils, Jean-Alexis-Gabin.
- Jean-Jacques Behm, champion de France du 400 m haies en 1964, est sélectionné la même année aux Jeux olympiques de Tokyo.
- Michel Mardore, né Michel Guinamant (1935-2009), écrivain, critique de cinéma et cinéaste a pris son pseudonyme en référence à la commune.